# Parafia św. Barbary w Oszczowie
Parafia św. Barbary w Oszczowie – parafia rzymskokatolicka z siedzibą w Oszczowie, znajdująca się w dekanacie Łaszczów, w diecezji zamojsko-lubaczowskiej. 
Parafia została erygowana 8 lipca 1472.

## Zasięg parafii
Do parafii należą wierni z miejscowości: Horoszczyce (część), Honiatyn, Oszczów, Siekierzyńce, Uśmierz PGR, Żabcze.
Do infrastruktury parafialnej należą kościół pod wezwaniem św. Barbary w Oszczowie, kaplica w Uśmierzu, cmentarz, plebania przykościelna oraz grunty orne dzierżawione przez lokalnych rolników.